# Hausen (Langenzenn)
Hausen ([ˈhaʊ̯zn̩] , fränkisch: „Hausn“) ist ein Gemeindeteil der Stadt Langenzenn im Landkreis Fürth (Mittelfranken, Bayern). Hausen liegt in der Gemarkung Horbach.

## Geographie
Der Weiler liegt auf einer kleinen Anhöhe, die nach Norden, Westen und Süden abfällt, und ist von Acker- und Grünland und einigen kleinen Weihern umgeben. Im Westen wird die Flur Steigäcker genannt. Ein Anliegerweg führt zu einer Gemeindeverbindungsstraße (0,5 km südwestlich), die nach Horbach (0,8 km westlich) bzw. zu einer Anschlussstelle der Bundesstraße 8 verläuft (1,1 km östlich).

## Geschichte
Im Stiftungsbrief des Klosters Heilsbronn von 1132 sind als Zeugen u. a. „Marcelin et Berhtold de Husen“ genannt. Dies ist zugleich die erste urkundliche Erwähnung des Ortes. Dem Ortsnamen liegt das mittelhochdeutsche Wort „hûsen“, eine Dativ-Plural-Form (zu den Häusern), zugrunde.
Gegen Ende des 18. Jahrhunderts gab es in Hausen fünf Anwesen. Das Hochgericht übte das brandenburg-ansbachische Stadtvogteiamt Langenzenn aus. Die Dorf- und Gemeindeherrschaft hatte das brandenburg-ansbachische Klosteramt Langenzenn. Grundherren waren das Klosteramt Langenzenn (2 Höfe), die Deutschordenskommende Nürnberg (1 Hof) und die hofmännischen Erben (2 Güter).
Von 1797 bis 1808 unterstand der Ort dem Justiz- und Kammeramt Cadolzburg. Im Rahmen des Gemeindeedikts wurde Hausen dem 1808 gebildeten Steuerdistrikt Seukendorf und der im selben Jahr gegründeten Ruralgemeinde Horbach zugeordnet.
Am 1. Mai 1978 wurde Hausen im Zuge der Gebietsreform in Bayern nach Langenzenn eingegliedert.

### Bodendenkmal
- Turmhügel Hausen[9]

### Einwohnerentwicklung
| Jahr      | 001818 | 001840 | 001861 | 001871 | 001885 | 001900 | 001925 | 001950 | 001961 | 001970 | 001987 |
| Einwohner | 28     | 35     | 26     | 21     | 21     | 28     | 28     | 63     | 27     | 31     | 14     |
| Häuser    | 4      | 4      |        |        | 3      | 4      | 4      | 5      | 5      |        | 4      |
| Quelle    | [ 11 ] | [ 12 ] | [ 13 ] | [ 14 ] | [ 15 ] | [ 16 ] | [ 17 ] | [ 18 ] | [ 19 ] | [ 20 ] | [ 1 ]  |

## Religion
Der Ort ist seit der Reformation evangelisch-lutherisch geprägt und bis heute in die Trinitatiskirche (Langenzenn) gepfarrt. Die Einwohner römisch-katholischer Konfession waren ursprünglich nach St. Michael (Wilhermsdorf) gepfarrt, heute ist die Pfarrei St. Marien (Langenzenn) zuständig.